# Hechingen Ladies Open 2012
L'Hechingen Ladies Open 2012 è stato un torneo di tennis facente parte della categoria ITF Women's Circuit nell'ambito dell'ITF Women's Circuit 2012. Il torneo si è giocato a Hechingen in Germania dal 6 al 12 agosto 2012 su campi in terra rossa e aveva un montepremi di $25,000.

## Vincitori

### Singolare
Maša Zec-Peškiric ha battuto in finale  Mervana Jugić-Salkić con il punteggio di 6–0, 6–4

### Doppio
Mervana Jugić-Salkić /  Sandra Klmenschits hanno battuto in finale  Natela Dzalamidze /  Renata Voráčová con il punteggio di 6–2, 6–3